# Большое Пертиярви
Большое Пертиярви — озеро на территории Ледмозерского сельского поселения Муезерского района Республики Карелии.

## Общие сведения
Площадь озера — 1,9 км², площадь водосборного бассейна — 88,2 км². Располагается на высоте 141,4 метров над уровнем моря.
Форма озера продолговатая: оно вытянуто с северо-запада на юго-восток. Берега изрезанные, каменисто-песчаные, местами заболоченные.
С северной стороны в озеро впадает река Айттайоки.
Из северо-западной оконечности озера вытекает безымянный водоток, который втекает озеро Малое Пертиярви, через которое протекает река Пертийоки. Пертийоки, в свою очередь, впадает в Кимасозеро, через которое протекает река Ногеусйоки. Последняя впадает в озеро Нюк, из которого берёт начало река Растас, впадающая в реку Чирко-Кемь.
В озере расположены два безымянных острова различной площади.
К северо-востоку от озера проходит трасса А137 («Кочкома — Костомукша»), а также линия железной дороги Ледмозеро — Костомукша — Кивиярви.
Код объекта в государственном водном реестре — 02020000911102000005551.